# Rolando da Cremona
Rolando da Cremona (Cremona, 1178 circa – 1259) è stato un teologo italiano.

## Biografia
Studiò e conseguì la cattedra alla facoltà delle arti di Bologna, dove, probabilmente insegnò anche medicina. Nel 1219 vestì l'abito domenicano; nel 1228 fu a Parigi, baccelliere sentenziario di Giovanni di Sant'Egidio, per tenere l'insegnamento della teologia come maestro l'anno successivo. Fu così il primo frate ad ottenere tale incarico: lo ebbe per iniziativa del vescovo di Parigi, Guglielmo d'Alvernia, nella circostanza di uno sciopero dei maestri secolari.
Ebbe vivissimo interesse per il commento di Aristotele e della sua opera naturale, tanto che per continuare le sue letture si trasferirà all'Università di Tolosa (1230-1231), sfuggendo ai divieti papali. Nel 1233 rientrò in Italia. Fu in contatto con la corte di Federico II, guadagnandosi, fra l'altro, l'apprezzamento di Teodoro di Antiochia, l'arabo che era succeduto nell'incarico di astronomo e filosofo dell'imperatore dopo Michele Scoto (1238). Poco è rimasto dei suoi scritti: oltre ad una Summa theologiae, il suo commentario a Giobbe, che è in realtà un'opera di psicologia naturale e cosmologia con notevoli interessi magici. Fu tra i primissimi conoscitori del commento di Averroè alla Fisica di Aristotele.